# Scream (ICE MC-dal)
A Scream című dal az angol származású, de Olaszországban élő ICE MC 2. kislemeze a Cinema című stúdióalbumról, mely 1990. március 19-én jelent meg. A dal csupán a német kislemezlistára jutott fel, ahol a 14. helyen landolt.

## Megjelenések
12" The U.S. Remix  Németország ZYX 6291R-8
- Scream (The Break Charts Remix) - 5:15
- Scream (The Subway Remix) - 6:05
- Scream (The Subway Groovepella) - 3:03

CD Single  Németország ZYX 6291-8
- Scream (Extended Zombie Remix) - 6:55
- Scream (The Single) - 4:02
- Scream (The Overture) - 2:30

## Külső hivatkozások
- Dalszöveg[4]
- Az U.S. Remix az Allmusic.com oldalon[5]